# Grabmal der Maria Magdalena Langhans

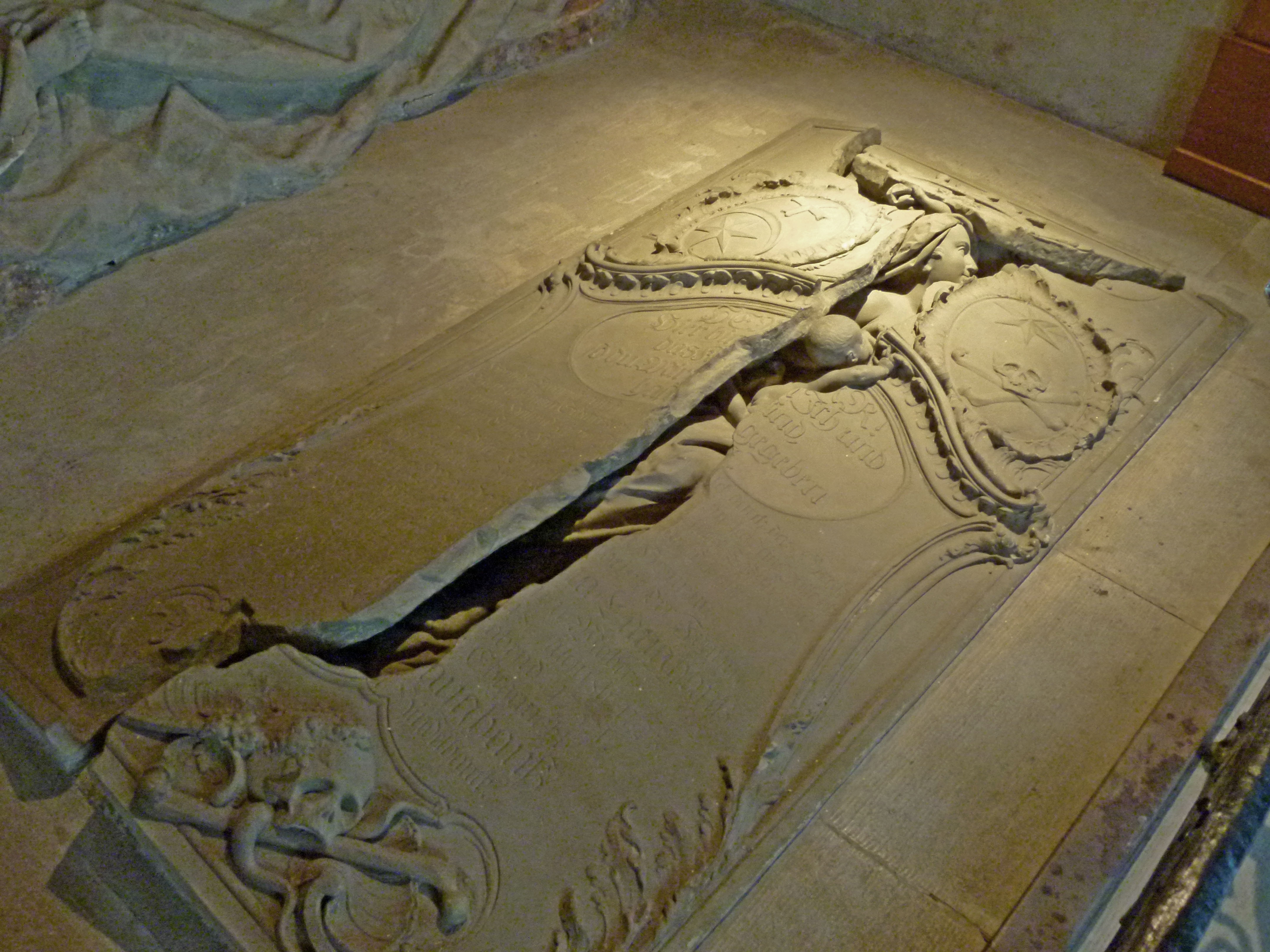
Das Grabmal in der Kirche Hindelbank

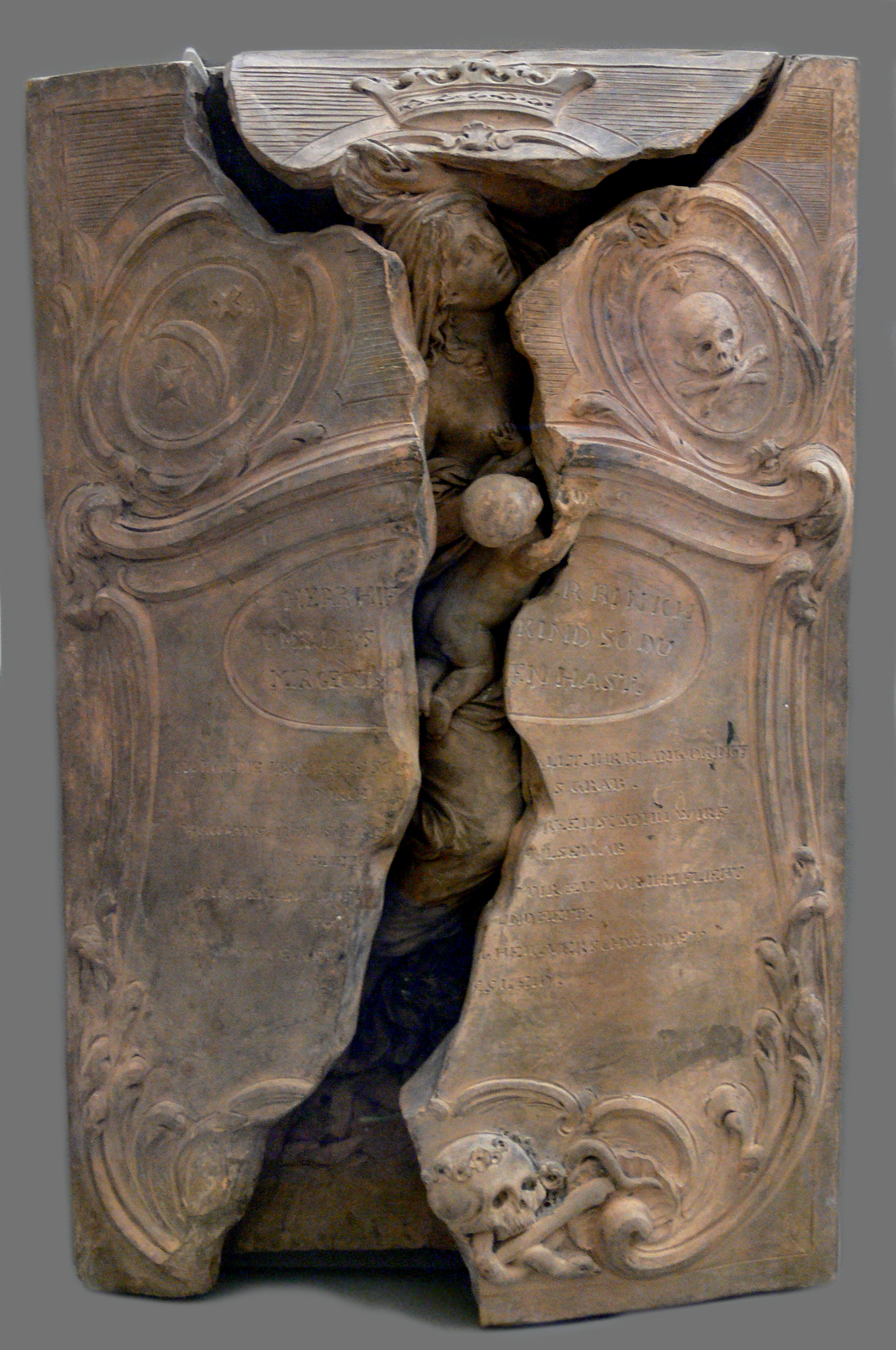
Nachbildung des Grabmals von Johann Valentin Sonnenschein, um 1780

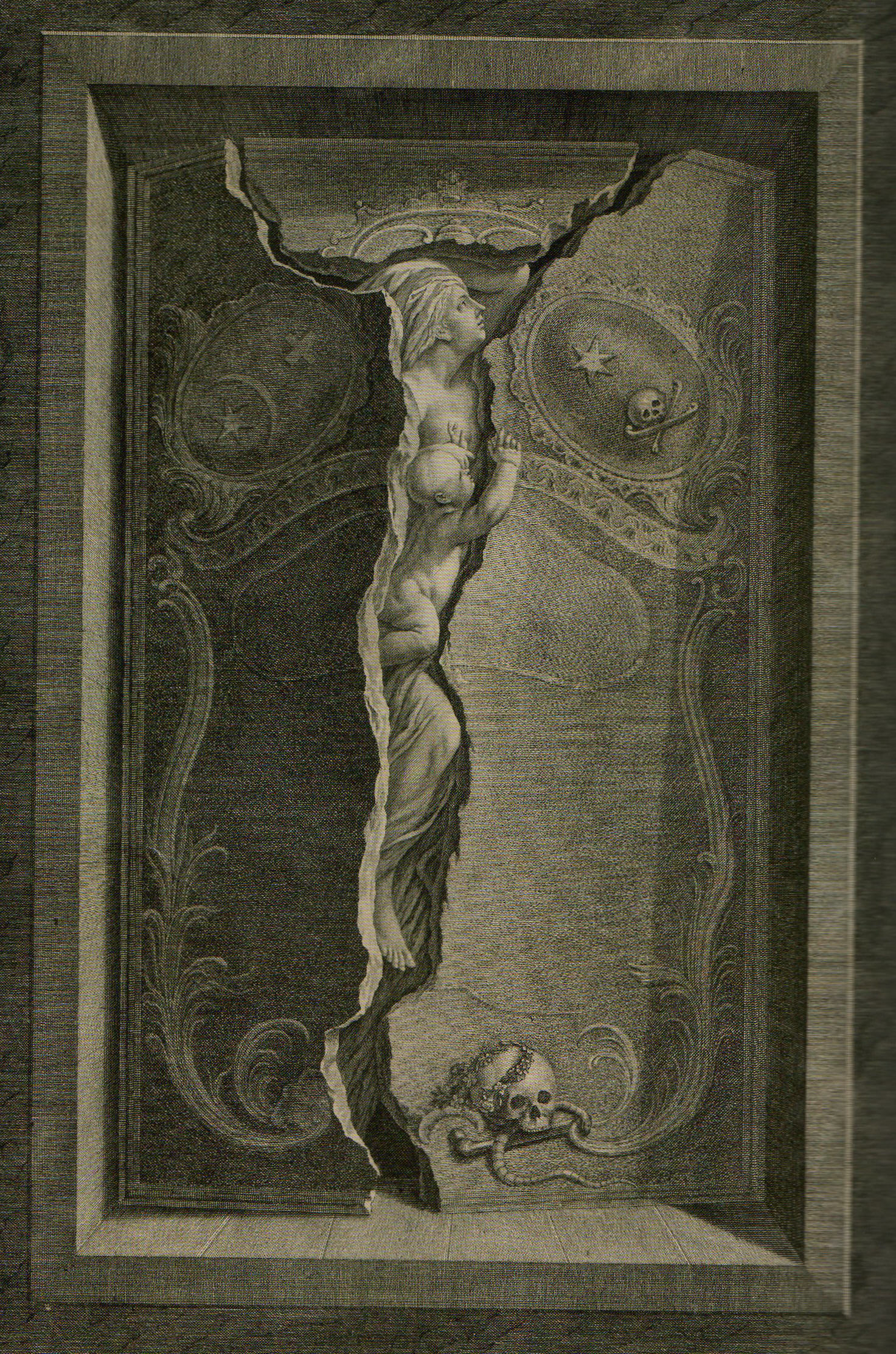
Radierung von Christian von Mechel

Das Grabmal der Maria Magdalena Langhans ist eine Arbeit des Rokoko-Bildhauers Johann August Nahl in der Kirche Hindelbank im Kanton Bern.

## Geschichte
Johann August Nahl d. Ä. hielt sich 1751 in Hindelbank auf, um ein Grabmal für Hieronymus von Erlach zu schaffen, und wohnte in dieser Zeit bei Pfarrer Georg Langhans und dessen Ehefrau Maria Magdalena Wäber. In der Karwoche 1751 starb die Pfarrersfrau im Alter von 28 Jahren bei der Geburt ihres ersten Kindes, eines Knaben, der ebenfalls verstarb. Daraufhin schuf der erschütterte Gast aus eigenem Antrieb ein Grabmal für Mutter und Kind, in dem er die Auferstehung thematisierte.
Das Grabmal war bis 1911 in eine Bodenvertiefung im Chor der Kirche eingelassen und wurde durch einen Holzdeckel geschützt, der durch den Sigristen für Besichtigungen angehoben wurde. Zu den Besuchern des Grabmals der Frau Langhans zählten Goethe, Arthur Schopenhauer, Karl Graf von Zinzendorf, Nikolai Michailowitsch Karamsin und Albert Anker. Im 18. Jahrhundert schuf man zahlreiche Kopien und Bilder des Grabmals, die als Souvenirs verkauft wurden. Zum Teil, etwa bei einer Radierung von Christian von Mechel oder einer Nachbildung in Biskuitporzellan aus Niderviller, verzichtete man dabei auf die Wiedergabe der Inschriften.
1911 wurde ein Grossteil der Kirche durch einen Brand zerstört, Nahls Werk überdauerte das Unglück, weil der Holzdeckel es vor den herabfallenden Trümmern schützte.

## Beschreibung
Die Skulptur ist aus einem einzigen Stein gehauen und stellt ein aufbrechendes Grab dar. In einem Riss der berstenden Grabplatte sind Maria Magdalena Langhans und ihr Sohn mit nach oben gerichtetem Blick zu sehen; das Kind streckt überdies seine Arme nach dem Himmel aus. Der Sohn ist nackt, die Mutter teilweise mit einem Tuch verhüllt. Auf dem geborstenen Deckel der Gruft sind Todessymbole und das Wappen der Familie Langhans zu sehen. Ausserdem finden sich darauf verschiedene Inschriften; die zentral angebrachte stammt von Albrecht von Haller und lautet: „Horch! Die Trompete ruft, sie schallet durch das Grab / Wach auf, mein Schmerzenskind, leg deine Hülle ab / Eil deinem Heiland zu, vor ihm flieht Tod und Zeit / Und in ein ewig Heil verschwindet alles Leid.“ Ferner ist auf dem Grabdeckel zu lesen: „Herr, hier bin ich und das Kind, so du mir gegeben hast!“

## Einordnung
Das Grabmal, während des Übergangs vom Hochbarock zur Aufklärung entstanden, zeigt eine „persönliche Auferstehung“, bei der die Toten auch in der Ewigkeit ihre Individualität bewahren. York-Gothart Mix bezeichnete das Werk als „Signalwerk des Epochenumbruchs zu Empfindsamkeit und Vorromantik“.
1997 schuf der Künstler Günter Lang ebenfalls ein Kunstwerk, das ein aufbrechendes Grab zeigt. Hier aber bleibt der durch den Tod veränderte Körper zurück und nur Geist und Seele feiern Auferstehung.